# Eutrichota tarsata
Eutrichota tarsata este o specie de muște din genul Eutrichota, familia Anthomyiidae. A fost descrisă pentru prima dată de Wulp în anul 1867. Conform Catalogue of Life specia Eutrichota tarsata nu are subspecii cunoscute.